# گزمنزل
گزمنزل، روستایی در دهستان درگس بخش باهوکلات شهرستان دشتیاری در استان سیستان و بلوچستان ایران است.

## جمعیت
بر پایه سرشماری عمومی نفوس و مسکن در سال ۱۳۹۵، جمعیت این روستا برابر با ۹۷۰ نفر (۲۳۷ خانوار) بوده‌است.